# Recherswil
Recherswil is een gemeente en plaats in het Zwitserse kanton Solothurn en maakt deel uit van het district Wasseramt.
Recherswil telt 1657 inwoners.